# ميلارسوبرول
ميلارسوبرول هو دواء يستخدم لعلاج مرض النوم (داء المثقبيات الأفريقي). وهي تستخدم على وجه التحديد لمرض المرحلة الثانية الناجمة عن المثقبية بروسي الروديسية عندما يشارك الجهاز العصبي المركزي. بالنسبة للمثقبيات بروسى غامبينز، يفضل عادة إفلورنيثين كدواء. يتم إعطاءه عن طريق الحقن في الوريد.
ميلارسوبرول لديه عدد كبير من الآثار الجانبية.
```
وتشمل الآثار الجانبية الشائعة خلل في 
الدماغ
، 
وخدر
، 
والطفح الجلدي
، ومشاكل في 
الكلى
 
والكبد
.
[
2
]
 في تلك التي يعانون من نقص نازعة 
الجلوكوز
 6 فوسفات (G6PD)، قد يحدث انهيار في خلايا وقد يحدث تكسر في 
خلايا الدم الحمراء
.
[
2
]
 لم يتم دراسته أثناء 
الحمل
.
[
2
]
 وهو يعمل عن طريق منع كيناز البيروفات، وهو انزيم مطلوب للطفيلي لجعل 
أدينوسين ثلاثي الفوسفات
.
[
2
]
```

تم استخدام ميلارسوبرول طبيا منذ عام 1949. وهو مدرج في قائمة الأدوية الأساسية لمنظمة الصحة العالمية، وهي الأدوية الأكثر فعالية وآمنا واللازمة في النظام الصحي. في مناطق العالم حيث المرض شائع، يتم توفير ميلارسوبرول مجانا من قبل منظمة الصحة العالمية. وهي ليست متاحة تجاريا في كندا أو الولايات المتحدة. في الولايات المتحدة، يمكن الحصول عليها من مراكز السيطرة على الأمراض والوقاية منها، في حين أنها متوفرة في كندا من كندا الصحية.

## الاستخدامات الطبية
الأشخاص الذين تم تشخيصهم بمرض المثقبيات من المفترض ان يعالجو بمضادات المثقبيات. ويستند العلاج على المرحلة التي وصل اليها المريض: مرحله، 1 أو 2، والطفيلي، ت. ب روديسينس أو ت. ب الغامبية. T. b. الغامبية
في المرحلة الأولى من المرض، التريبانوزومات موجودة فقط في الدورة الدموية الطرفية. في المرحلة الثانية من المرض، تكون المثقبيات قد عبرت حاجز الدم في الدماغ وهي موجودة في الجهاز العصبي المركزي.
وفيما يلي خيارات علاجية كبيرة:
ميلارسوبرول هو العلاج المستخدم خلال المرحلة الثانية من المرض. حتى الآن، هو العلاج الوحيد المتاح للمرحلة المتأخرة ت.ب الروديسية.
نظرا لارتفاع السمية، يتم حجز ميلارسوبرول فقط للحالات الأكثر خطورة. وتستخدم عوامل أخرى مرتبطة بمستويات سمية أقل خلال المرحلة الأولى من المرض. الموافقة على العلاج نيفورتيموكس / إفلورنيثين الجمع (نيكت) في عام 2009 لعلاج ت.ب الغامبية وهذا حد من استخدام ميلارسوبرول لعلاج المرحلة الثانية من ت.ب الريديسية.
وقد أبلغ عن معدلات فشل تبلغ 27 في المائة في بعض البلدان الأفريقية. وكان السبب في ذلك هو مقاومة الادوية وآليات إضافية لم يتم توضيحها بعد.
```
ومن المرجح أن تكون المقاومة بسبب مشاكل النقل المرتبطة بناقل P2 وهو ناقل أدينين-أدينوسين. والمقاومة يمكن أن تكون بسبب الطفرات داخل هذا الناقل.
[
9
]
 فالمقاومة موجودة منذ السبعينات.
[
10
]
```

## الأثار الجانبية
على الرغم من أن ميلارسوبرول يشفي حوالي 96٪ من الناس الذين يعانون من المرض في مراحل متأخرة، الا ان سميته تحد من استخدامه. حوالي 1-5٪ من الناس يموتون من الأحداث السلبية المتعلقة بالعلاج ب ميلارسوبرول. كمركب عضوي سام من الزرنيخ. ميلارسوبرول هو العلاج الخطير الذي عادة ما يستخدم فقط عن طريق الحقن تحت إشراف طبيب مرخص. الآثار الجانبية البارزة تشبه التسمم بالزرنيخ. ومن بين الأطباء، يشار إليه بالعامية باسم «الزرنيخ في التجمد». وترتبط ردود الفعل السلبية شديدة ومهددة للحياة مع ميلارسوبرول. ومن المعروف أن يسبب مجموعة من الآثار الجانبية بما في ذلك التشنجات والحمى وفقدان الوعي والطفح الجلدي والبراز الدموي والغثيان والقيء. في حوالي 5-10٪ من الحالات، فإنه يسبب التهاب الدماغ. من هؤلاء، يموت حوالي 50٪ بسبب ردود الفعل السلبية المرتبطة بعلاج الدماغ. وتشمل الآثار الجانبية الخطيرة الأخرى المحتملة ل ميلارسوبرول الأضرار التي لحقت القلب، وجود الألبومين في البول التي يمكن أن تترافق مع تلف الكلى، وزيادة في ضغط الدم.

## التحذيرات
يجب فحص العديد من التحذيرات قبل بدء العلاج بميلارسوبرول. قبل البدء، يجب ملاحظة ما يلي: نقص نازعة الجلوكوز 6 فوسفات، أمراض الكلى أو الكبد، مشاكل القلب (ارتفاع ضغط الدم، الضرب غير النظامي للقلب أو عدم انتظام ضربات القلب، أي ضرر في عضلات القلب والعلامات المحتملة لفشل القلب)، واضطرابات الجهاز العصبي الموجودة سابقا، وأي علامات الجذام.
هناك حاجة إلى الفحوص المخبرية الروتينية قبل وبعد بدء ميلارسوبرول. ويلزم تقييم المعلمات المختبرية لكل من الآثار العلاجية والآثار السمية.
يستخدم تحليل الدم للكشف عن وجود المثقبيات. كما يستخدم تقييم السائل النخاعي عن طريق ثقب قطني لتحديد عدد الدم الأبيض للفرد ومستوى البروتين. هذه هي المعايير التشخيصية مثل أن وجود المثقبيات، وارتفاع الدم البيضاء مرتفعة أكبر من خمسة ميكروليتر، أو محتوى البروتين أكبر من 40 ملغ تعتبر غير طبيعية وينبغي النظر في البدء. وينبغي تكرار تقييم السائل النخاعي المستمر كل ستة أشهر لمدة ثلاث سنوات على الأقل في الأفراد الذين خضعوا للعلاج ميلارسوبرول.
لتقييم الشواغل المحتملة المتعلقة السمية، ينبغي أن تكتمل التالية: عدد الدم الكامل، وتقييم مستويات بالكهرباء، والكبد واختبارات وظائف الكلى، وتحليل البول للكشف عن مظهر وتركيز ومحتوى البول.

## الحمل والرضاعة الطبيعية
حاليا، لا ينصح ميلارسوبرول للاستخدام في النساء الحوامل. وتقترح منظمة الصحة العالمية أن يؤجل العلاج إلى حين الولادة مباشرة لأن آثار الدواء على الجنين النامي لم تنشأ بعد.
لم يتم تأسيس المبادئ التوجيهية المتعلقة بالرضاعة والمرتبطة بميلارسوبرول حتى الآن.

## الية العمل
ميلارسوبرول هو دواء اولي ومبدأي للدواء الفعال، والتي يتم يتحول بعمليات لأكسيد الميلارسين (ميل أوكس) كما شكلها النشط. ميل أوكس هو أكسيد الأرسين الذي يربط بشكل لا رجعة فيه مجموعات سلفهيدريل فيسينال على كيناز البيروفات، مما يعطل إنتاج الطاقة في الطفيلي. عدم القدرة على التمييز بين المضيف والطفيليات يجعل هذا الدواء سام للغاية مع العديد من الآثار الجانبية.
ميل أوكس يتفاعل مع تريبانوثيون (a سبيرميدين-غلوتاثيون أدوكت الذي يحل محل الجلوتاثيون في المثقبيات). عن طريق ربط هذا أدوكت، فإنه يشكل ميلارسين أكسيد تريبانوثيون أدوكت (ميل T) التي تمنع بشكل فعال تريبانوثيون ريدكتيز، مما أدى إلى قتل الخلية الطفيلية.

## الجرعة
يوجد اثنان من الاستريوميرات المحتوية على الزرنيخ في نسبة مولارية 3: 1. منذ ميلارساربرول غير قابلة للذوبان في الماء، يتم اعاء الجرعة عن طريق الحقن في الوريد البروبيلين غليكول 3.6٪. لتجنب خطر ردود فعل موقع الحقن، يجب إعطاء ميلارسوبرول ببطء.
يتم إعطاء ميلارسوبرول المستخدمة لعلاج داء المثقبيات الأفريقي مع مشاركة الجهاز العصبي المركزي تحت جدول الجرعات المعقدة. جدول الجرعات للأطفال والكبار هو 2-3.6 ملغ / كغ / يوم عن طريق الوريد لمدة ثلاثة أيام، ثم تكرر كل سبعة أيام من مجموع الثلاث مجموعات. لمراقبة الانتكاس، ويوصى المتابعة كل 6 أشهر لمدة سنتين على الأقل.

## الناحية الدوائية
عمر النصف من ميلارسوبرول هو أقل من ساعة واحدة، ولكن الاختبارات البيولوجية تشير إلى عمر نصف 35 ساعة. ويرتبط هذا عادة مع وكلاء الدوائية التي لها نواتج الأيض نشطة. واحد من هذه النواتج، ميل اوكس، يصل إلى أقصى مستويات البلازما حوالي 15 دقيقة بعد حقن ميلارسوبرول. وتكون عمية التخلص من ميلارسوبرول بمعدل 21.5 مل / دقيقة / كغ ول ميل أوكس تبلغ حوالي نصف عمر 3.9 ساعة.

## المجتمع والثقافة
يتم إنتاج ميلارسوبرول من قبل سانوفي أفنتيس وبموجب اتفاق مع منظمة الصحة العالمية، فإنها تبرع ميلارسوبرول إلى البلدان التي يكون فيها المرض شائع.